# 4733 ORO
A 4733 ORO (ideiglenes jelöléssel 1982 HB2) a Naprendszer kisbolygóövében található aszteroida. Oak Ridge Observatory fedezte fel 1982. április 19-én.